# Melinoe
Melinoe (in greco antico: Μηλινόη?, Mēlinòē) è una ninfa o dea ctonia invocata in uno degli Inni Orfici e rappresentata come portatrice di incubi e follia. Il nome appare anche su una tavoletta di metallo in associazione a Persefone. Gli inni sono di data incerta ma probabilmente furono composti nel II o III secolo. Nell'inno, Melinoë ha caratteristiche che sembrano simili a Ecate e alle Erinni, e talvolta si pensa che il nome sia un epiteto di Ecate. I termini in cui è descritta Melinoë sono tipici delle dee lunari nella poesia greca.

## Nome
Melinoe potrebbe derivare dal greco μήλινος mḕlinos, "dal colore di mela cotogna", da μῆλον mḕlon, "mela/mela cotogna". I frutti di colore giallo-verde evocano, per i greci, il pallore della malattia e della morte. Il nome che deriva da μέλας mèlās, "nero", sarebbe melan-, non melin-.

## Inno

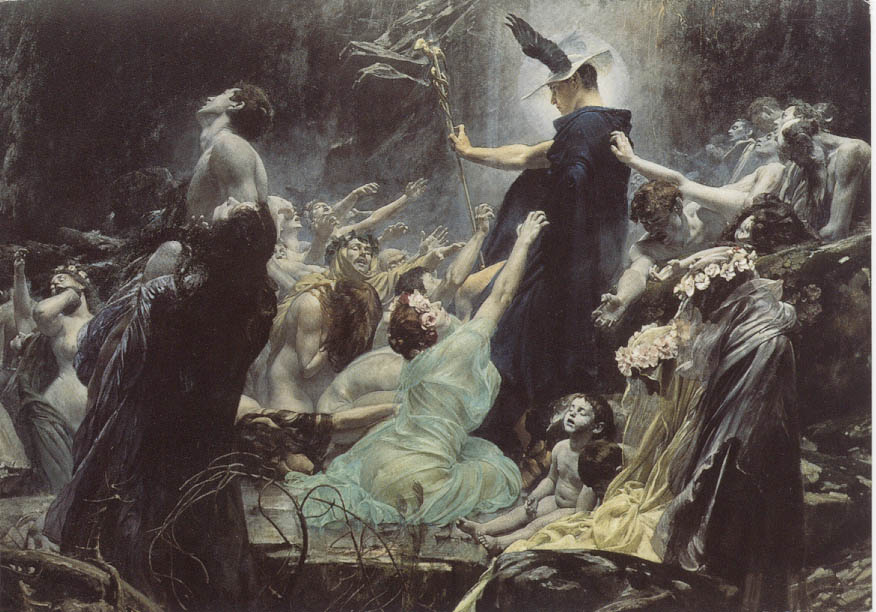
The Souls of Acheron (1898) di Adolf Hirémy-Hirschl

che presso la foce del Cocito l'augusta

Persefone generò ai sacri letti di Zeus Cronide,

alla quale l'ingannato Plutone si unì con scaltre astuzie,

e con l'ira di Persefone tirò fuori un'apparenza dal doppio corpo,

che rende folli i mortali con apparizioni brumose,

rivelando l'impronta della forma con visioni strane,

talora ben visibile, talora oscura, si accende di notte

in attacchi ostili nella notte tenebrosa.

Ma, dea, ti supplico, regina di sotterra,

di far uscire dall'anima la follia verso i confini della terra,

mostrando agli iniziati il sacro volto benevolo.»
(Inni orfici - 71)

## Nascita
Melinoe era la figlia di Persefone e aveva come padre sia Zeus che Ade nel loro duplice ruolo orfico..
Un importante fattore che contribuisce alla nascita di Melinoe è il fatto che a volte Ade e Zeus erano sincretizzati tra loro. Gli orfici in particolare credevano che Zeus e Ade fossero la stessa divinità e li ritrassero come tali. Zeus era raffigurato come se avesse una incarnazione negli inferi identificandolo come Ade e portando a Zeus e Ade essenzialmente due rappresentazioni, due diverse sfaccettature dello stesso dio ed esteso potere divino.. L'inno orfico a Melinoe fa riferimento anche a questo menzionando che era stata concepita da Persefone sul letto di Zeus Cronion, negli Inferi, presso il fiume Cocito. L'inno di Zeus, che assumeva la forma di Plutone prima di unirsi a Persefone, era molto legato alla natura stessa del modo in cui gli dei venivano rappresentati e venerati nella religione orfica, così come la spiegazione del perché sia Ade che Zeus erano considerati essere il padre di Melinoe; inoltre si ritiene che la conseguente rabbia di Persefone derivi da diverse ragioni: la separazione da sua madre, la perdita della sua verginità,, portando così alla nascita di un bambino da quella unione..
Melinoe nacque alla foce del fiume Cocito, uno dei fiumi dell'Ade, dove si trovava Mercurio nel suo aspetto ctonico. Nella tradizione orfica, il Cocito è uno dei quattro fiumi dell'aldilà.
Sebbene alcuni miti greci trattino temi di incesto, nelle genealogie orfiche le linee di parentela esprimono concetti teologici e cosmogonici, non le realtà delle relazioni familiari umane. Il termine greco νύμφη nýmphē nel primo verso può significare "ninfa", ma anche "moglie" o "giovane donna". Come una regina dell'aldilà (βασίλεια basìleia) Melinoe è, almeno in parte, sincretizzata con Persefone stessa.

## Attributi e funzioni
Melinoe è descritta, nell'invocazione dell'Inno orfico, come krokopeplos, ovvero "vestita di zafferano" (vedi peplo), un epiteto nell'antica poesia greca per indicare le dee lunari. Negli inni, solo due dee sono descritte come krokopeplos, Melinoe ed Ecate.
Il collegamento di Melinoe con Ecate e Mercurio suggerisce che ha esercitato il suo potere nel regno del passaggio dell'anima, e in quella funzione può essere paragonata al portatore di torcia Eubuleo nelle religioni misteriche.
Secondo l'inno, è portatrice di terrori notturni ai mortali manifestandosi in forme strane, "ora alla vista, ora in ombra, ora splendente nell'oscurità", e può far impazzire i mortali. Lo scopo dell'inno è di placarla dimostrando che l'iniziato orfico comprende e rispetta la sua natura, evitando così il danno che ha la capacità di causare.
La traduzione di Thomas Taylor (1887) ha dato origine a una concezione di Melinoe come mezza nera e mezza bianca, a rappresentare la dualità dello Zeus celeste e dell'infernale Plutone. Questa era stata l'interpretazione di Gottfried Hermann nel suo testo annotato degli inni del 1805. Questa dualità può essere implicita, come nella spiegazione offerta da Servio sul perché la foglia di pioppo ha un lato chiaro e uno oscuro per rappresentare Leuce ("Bianco"), una ninfa amata da Plutone. Il testo orfico pone sfide interpretative per i traduttori in questo passaggio.

## Iscrizioni

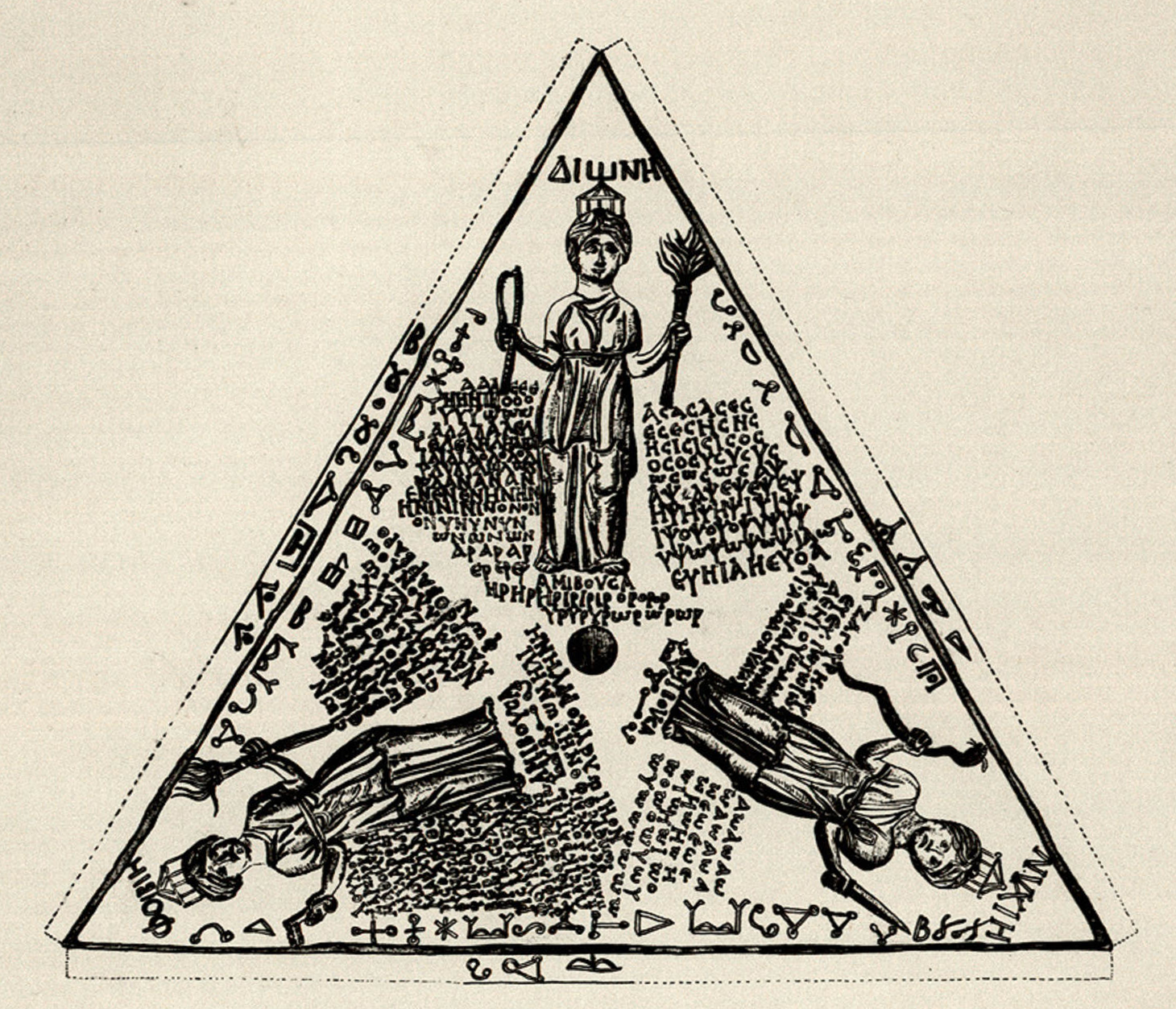
Tavoletta di bronzo (III secolo), da Pergamo, invocante Melinoe insieme a Persefone e Leucofrine; le tre dee nella foto sono etichettate come Dione, Febe e Niche

Melinoe appare su una tavoletta di bronzo da utilizzare nel tipo di rituale privato comunemente noto come "magia". Lo stile di lettere greche sulla tavoletta, scoperta a Pergamo, risale alla prima metà del III secolo. L'uso del bronzo era probabilmente destinato a scacciare gli spiriti maligni e a proteggere il praticante. La costruzione della tavoletta suggerisce che è stata utilizzata per divinazione. È di forma triangolare, con un foro al centro, presumibilmente per appenderla ad una parete o per fermarla su una superficie.
Il contenuto della tavoletta triangolare reitera la triplicità. Raffigura tre dee incoronate, ognuna con la testa rivolta verso un angolo e i piedi rivolti al centro. Il nome della dea appare sopra la sua testa: Dione (ΔΙΟΝΗ), Febe (ΦΟΙΒΙΗ) e l'oscura Niche (ΝΥΧΙΗ). Amibousa, una parola che si riferisce alle fasi lunari, è scritta sotto i piedi di ogni dea. Incantesimi densamente inscritti incorniciano ogni dea: le iscrizioni intorno a Dione e Nyche sono voces magicae, sillabe incantatorie ("parole magiche") che sono per lo più non traducibili. Melinoe appare in una tripla invocazione che fa parte dell'iscrizione intorno a Febe: O Persefone, O Melinoe, O Leucofrine. I simboli esoterici sono incisi sui bordi del triangolo.